# Giuliana Minuzzo
Giuliana Minuzzo, apellido de casada Chenal-Minuzzo; (Vallonara di Morostica, Italia; 26 de noviembre de 1931 – Aosta, 11 de noviembre de 2020) fue una esquiadora italiana.

## Carrera deportiva
Logró la medalla de bronce en la prueba de descenso en los Juegos Olímpicos de 1952. En los Juegos de Squaw Valley en 1960 volvió de nuevo a lograr una medalla de bronce, en esta ocasión en eslalon gigante.
Hizo historia en los Juegos de Cortina d'Ampezzo al ser la primera mujer en realizar el juramento olímpico.